# Džungo Fudžimoto
Džungo Fudžimoto (japonsko 藤本 淳吾), japonski nogometaš, * 24. marec 1984.
Za japonsko reprezentanco je odigral 13 uradnih tekem.